# Royal College of Music
O Royal College of Music ("Colégio Real de Música", também conhecido pelas suas iniciais em inglês, RCM) é um conservatório musical localizado no distrito de South Kensington, em Londres, Inglaterra, uma das principais instituições do gênero no mundo. Desde sua fundação, em 1882, um grande número de professores e alunos da RCM tiveram papel significante na formação da história e do desenvolvimento da música clássica ocidental nos séculos XX e XXI.

## História

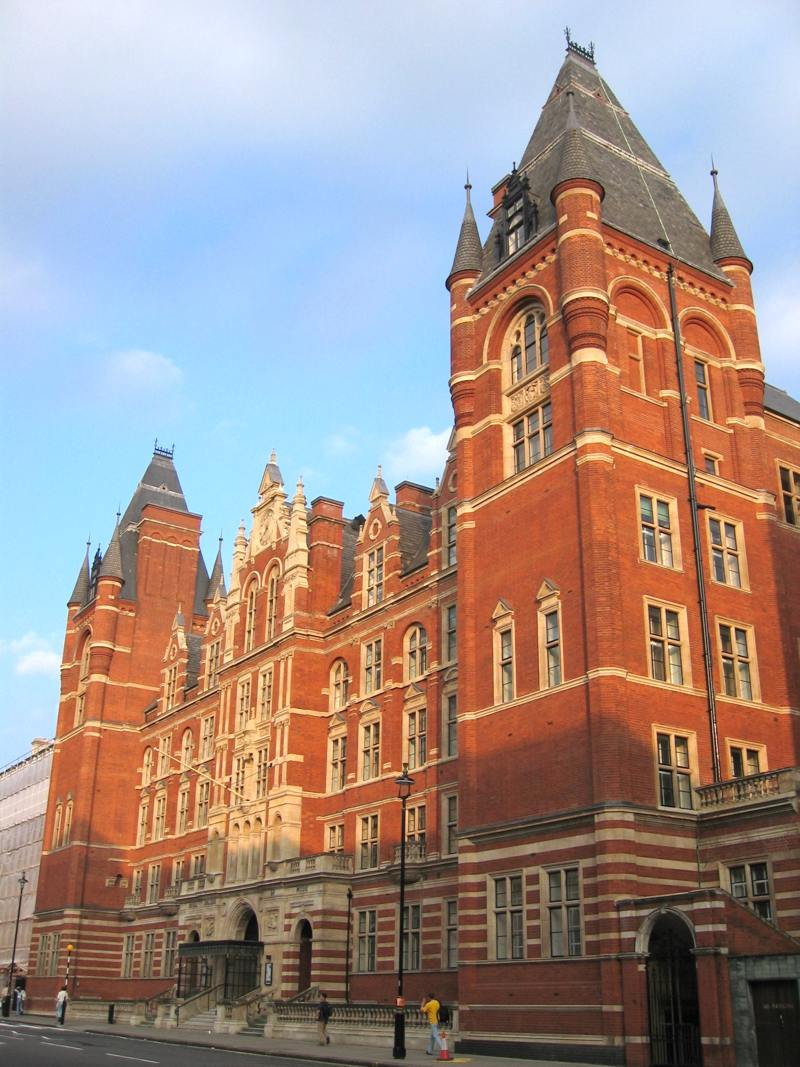
O Royal College of Music, visto da Prince Consort Road, Londres.

O edifício do Royal College of Music, projetado pelo arquiteto inglês Arthur Blomfield, localiza-se na Prince Consort Road, no distrito cultural de South Kensington, ao lado do Imperial College e no lado oposto ao Royal Albert Hall, próximo ao Royal College of Art e a poucos minutos de distância do Museu de Ciências de Londres, do Museu de História Natural de Londres e do Museu Vitória e Albert. Uma edifício destinado a servir como residência para 170 estudantes foi construído em 1994, na Goldhawk Road, em Hammersmith, West London.
Desde sua fundação, em 1882, pelo então Príncipe de Gales, o futuro rei Eduardo VII, o colégio esteve ligado com a família real. A rainha Elizabeth II é a sua atual patrona. Por quarenta anos, Elizabeth Bowes-Lyon, mãe de Elizabeth II, foi presidente da instituição; em 1993 o príncipe Charles passou a ocupar o cargo, enquanto a Rainha-Mãe tornou-se President Emerita.
O atual diretor do colégio é o clarinetista e professor Colin Lawson.

## Acadêmico
O colégio leciona todos os aspectos da música clássica ocidental, desde a graduação até o doutorado. Há também um Junior Department, onde 300 crianças de 8 a 18 anos são ensinadas, todos os sábados, sob a supervisão do diretor, Peter Hewitt.

## Museu
A instituição também tem um grande museu de instrumentos musicais, aberto ao público. O College's Museum of Instruments, que faz parte do Centre for Performance History, abriga uma coleção de mais de 800 instrumentos e acessórios, desde cerca de 1480 até a atualidade. Entre as pinturas que fazem parte da coleção do museu, estão dois retratos de Jan Ladislav Dussek e George Henschel.

## Acervo
Devido em parte à visão de seus fundadores, em particular George Grove, o RCM possui um acervo significante de material para pesquisa, que data do século XV em diante. Entre seus destaques estão os manuscritos originais de obras como o quarteto para cordas Op. 64/1, de Haydn, o concerto para piano nº 24, de Mozart e o concerto para violoncelo de Elgar. O colégio ainda possui coleções extensas com a obra de Herbert Howells e Frank Bridge, além das trilhas sonoras para o cinema de Malcolm Arnold e Stanley Myers. O colégio também possui mais de 300 retratos contemporâneos de diversos compositores, como o de Carl Maria von Weber, feito em 1826 por John Cawse (o último feito durante a vida do compositor), o de Haydn feito por Thomas Hardy, em 1791, e a pintura de Bartolommeo Nazari, mostrando o castrato Farinelli no auge de sua fama.
Cerca de 10.000 negativos e fotografias compõe o arquivo mais substancial de imagens de músicos no Reino Unido. Os mais de 600.000 programas documentam os concertos no país desde 1730 até a atualidade.

## Alunos destacados
Diversos estudantes do RCM acabaram se tornando notórios: (em ordem alfabética pelo sobrenome)
- Thomas Allen (n. 1944), barítono
- Julian Anderson (1967), compositor
- Malcolm Arnold (1921 - 2006), compositor
- Evelyn Barbirolli (1911-2008), oboísta
- John S. Beckett (1927 - 2007), compositor e maestro
- Clifford Benson (1946 - 2007), pianista
- John Birch (1929), organista
- Robin Blaze (1970) - contratenor
- Arthur Bliss (1891 - 1975), compositor
- Rutland Boughton (1878 - 1960),  compositor
- Julian Bream (1933), violonista e alaudista
- Benjamin Britten (1913 - 1976), compositor
- George Butterworth (1885 - 1916), compositor
- Ronald Cavaye (1951), pianista
- Samuel Coleridge-Taylor  (1875 - 1912), compositor
- Charles Daniels, tenor
- Thurston Dart (1921 - 1971), musicólogo
- Andrew Davis (n. 1944), regente
- Colin Davis (1927), regente
- David Fanshawe (1942), compositor e etnomusicólogo
- Alan Fleming-Baird (1972), compositor
- James Galway (1939), flautista
- Noel Gay (1898 - 1954), compositor
- Daniel Giorgetti, compositor
- Robert John Godfrey (n. 1947), compositor e pianista
- Eugène Goossens (1893 - 1962), regente
- Léon Goossens (1897-1988), oboísta
- Charles Groves (1915 - 1992), regente
- Richard Harvey (n. 1953), compositor e multi-instrumentista
- David Helfgott (1947), pianista
- Kenneth Hesketh (1968), compositor
- Peter Hill, pianista
- Gustav Holst (1874 - 1934), compositor
- James Horner (n. 1953), compositor
- Herbert Howells (1892-1983), compositor
- Owain Arwel Hughes (n. 1942), regente da Royal Philharmonic Orchestra
- John Ireland (1879 - 1962), compositor e pianista
- Gwyneth Jones (n. 1936), soprano wagneriana
- Thea King (1925-2007), clarinetista
- Constant Lambert (1905 - 1951), compositor e crítico musical
- John Lill (n. 1944), pianista
- Neville Marriner (1924), regente
- William Neil McKie (1901-1984), organista e maestro de coro
- Francis Monkman (n. 1949), compositor
- Steve Nieve (1958), tecladista
- Peter Pears (1910 - 1986), tenor
- Mica Penniman (mais conhecido como Mika) (n. 1983), cantor-compositor pop rock
- Trevor Pinnock (n. 1946), cravista e regente
- Gilbert Rowland (1946), cravista
- Stephen Savage, pianista
- Paul Schwartz, produtor musical, compositor, arranjador, regente e pianista
- Oda Slobodskaya (188? - 1969), soprano
- Cyril Smith (1909 - 1974), pianista
- Leopold Stokowski (1882 - 1977), regente
- Joan Sutherland (n. 1926), soprano
- Michael Tippett (1905 - 1998), regente
- Nancy Tsuchiachi (n. 1960), pianista e pedagogo
- Mark-Anthony Turnage (1960), compositor
- Nick van Bloss (1967), pianista
- Rick Wakeman (1949), tecladista
- Bernard Walton (1917-1972), clarinetista
- William Waterhouse (1931-2007), fagotista e organólogo
- Fanny Waterman (n. 1920), fundadora, presidente e diretora artística da Leeds International Pianoforte Competition
- Darryl Way (1948), violinista e tecladista
- Andrew Lloyd Webber (1948), compositor
- Julian Lloyd Webber (1951), violoncelista
- William Lloyd Webber (1914 - 1982), compositor
- Gillian Weir (n. 1941), organista
- John Williams (1941), violonista
- Ralph Vaughan Williams (1872 - 1958), compositor
- Vasco Dantas (1992), pianista
- Sarah Brightman (1960), soprano